# Pietro Baratono
Pietro Baratono (Frosinone, 25 settembre 1884 – Roma, 4 dicembre 1947) è stato un prefetto e politico italiano, sottosegretario di Stato alla Presidenza del Consiglio dei ministri nel primo governo Badoglio.

## Biografia
Figlio di un ufficiale dei Carabinieri, si laureò in giurisprudenza nel 1907 e l'anno seguente entrò nell’amministrazione provinciale del Ministero dell’Interno, per poi passare nel 1910 a quella centrale. Prese parte alla prima guerra mondiale e nel 1919 entrò in servizio presso il Comando supremo, di cui fu nominato prima consigliere (1º settembre) e poi segretario (1º novembre).
Tornò poi a svolgere la professione di funzionario pubblico divenendo dapprima viceprefetto (1925) e poi prefetto di Novara (1929), Firenze (1931), Napoli (ancora 1931, in questo caso su esplicita volontà di Benito Mussolini) e Torino (1937). Nel capoluogo piemontese fu coinvolto in uno scontro politico con il gerarca fascista Piero Gazzotti, legato al segretario del PNF Achille Starace: in conseguenza di ciò venne espulso dal partito e destituito dalla carica, che venne affidata a Carlo Tiengo.
Consigliere di Stato a partire dal 1938 (posizione da cui fu destituito nel 1943 e reintegrato due anni dopo), durante l'ultima fase del governo Mussolini lavorò presso il Ministero delle Finanze in qualità di membro della Commissione di vigilanza sul debito pubblico e del Collegio arbitrale per la regolazione e la revisione delle commesse belliche.
Caduto il regime, fu Sottosegretario alla Presidenza del Consiglio dei ministri nel primo governo Badoglio, giudice presso il Tribunale supremo militare, Presidente della commissione di epurazione di primo grado presso il Ministero dell'Interno e, infine, Commissario per l'amministrazione dei beni della Corona del soppresso Ministero della Real Casa dal 19 giugno 1946 al 4 dicembre 1947, giorno in cui morì.